# Virgen de la Esperanza con ángeles músicos
La Virgen de la Esperanza con ángeles músicos es una pintura al óleo sobre tabla que data de los primeros años del siglo XVII, originaria de la localidad de Serra (Valencia). En la exposición Los Ribalta y la pintura valenciana de su tiempo de 1987 se realizó la identificación de esta pieza como obra de Juan Sariñena. En la actualidad, esta pintura se encuentra en el Museo de Bellas Artes de Valencia.

## Historia

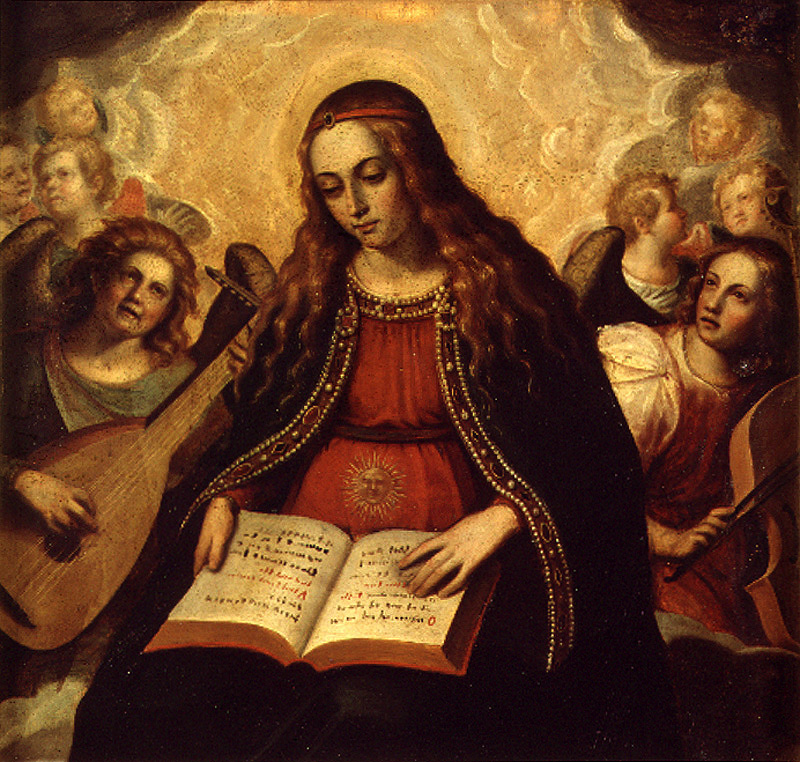

La voluntad antimanierista emanada de los postulados del Concilio de Trento (1545-1563) se manifestó en Italia a través del denominado manierismo reformado, que se esforzaba en representa la realidad tangible con la mayor fidelidad posible, utilizando para los temas religiosos modelos muy realistas, una puesta en escena cercana y un tratamiento de la luz lo más natural posible. El nuevo estilo no estaba demasiado interesado en la belleza de las formas sino en conseguir una figuración próxima a la realidad cotidiana, postulando un arte sobrio, que se alejara del decorativismo que caracterizaba a los seguidores de Miguel Ángel, lleno de figuras en actitudes un tanto retóricas y desprovistas de sentimientos.
Los inicios de la nueva sensibilidad pictórica en la península ibérica se manifestaron primero, como es natural, entre los artistas de este tiempo que viajaron a Italia, entre los cuales hay que destacar muy especialmente la figura de Juan Sariñena (1545-1619), un pintor posiblemente aragonés pero que se estableció en Valencia hacia 1580, y que vivió en la ciudad hasta su fallecimiento. Su estancia en Roma está perfectamente documentada entre 1570 y 1575 y allí fijaría su atención en aquellas sobrias composiciones de sólidos volúmenes con figuras claras y rotundas, emergiendo de oscuros escenarios a la luz de la nueva sensibilidad contrareformista. Al llegar a Valencia debió merecer toda consideración, ya que recibió abundantes encargos de la Generalitat, del capítulo catedralicio, del convento de Predicadores y sobre todo del Patriarca Ribera, que le protegió considerablemente.
En este panorama pictórico de la Valencia del último tercio del siglo XVI, la figura de Juan Sariñena juega un papel decisivo en la evolución de la pintura y la orientación de un nuevo gusto. Su obra supuso la ruptura con la tradición de Juan de Juanes y preparó así las bases del naturalismo del siglo XVII. Además también determinó una profunda renovación de la pintura valenciana frente a la estética renacentista juanesca, idealista y edulcorada del período anterior.
Es importante subrayar que Sariñena contribuyó a implantar de forma decidida el género del retrato. Los retratos de este pintor destacan sobre todo por el verismo de los rasgos de los personajes representados, realzados por una iluminación de claroscuros, que concentra la atención de los espectadores sobre sus rasgos fisonómicos. Como ejemplo de este tipo de obras, podríamos mencionar aquí el Retrato de San Luís Beltrán, que se conserva en el Museo del Patriarca de Valencia.

## Descripción
En la exposición Los Ribalta y la pintura valenciana de su tiempo de 1987 se identificó como obra de Sariñena, desmintiendo la atribución a Luis Dalmau que se mantenía sobre ella. Tanto su identificación como su procedencia cartujana aclararon definitivamente la gran confusión generada a comienzos del siglo XX en torno a esta tabla, que se pensaba que era la que presidió el primitivo retablo de los Reyes del Convento de Santo Domingo de Valencia.
La obra posee unas dimensiones de 94 x 101,7 centímetros. Seguramente esta obra procede de un retablo de la Cartuja de Porta Coeli donde estaría flanqueada por otras tablas del mismo museo con San Juan Bautista (cat. nº20), San Bruno (cat. nº21), San Lorenzo (cat. nº22) y San Vicente Ferrer (cat. nº23), que formarían sus calles laterales, además de un San Cristóbal (cat. nº25) y un San Francisco (cat. nº24) de menor tamaño, que tal vez ocupara la predela. Arriba del todo presidiría el ático con Dios Padre (cat. nº19), de busto corto en escorzo frontal, que actuaría de remate.
Juan Sariñena trabajó en la cartuja de Porta Coeli en 1603 pintando un retablo por encargo de Juan Lorenzo Vilarrasa para su capilla en la iglesia del monasterio cartujano. Sin poder asegurar que esta Virgen de la Esperanza perteneciera a ese conjunto, la relación de Sariñena con este cenobio no puede ser ignorada puesto que de allí procede el cuadro.

### Localización y análisis estilístico
Procedente de la cartuja de Santa María de Porta Coeli, ingresa en el Museo de Bellas Artes de Valencia confiscada por la Desamortización. El museo la registró simplemente como de “escuela valenciana”, adscripción que también recogen los catálogos del siglo XIX.
Esta tipología recuerda bastante a los modelos de Van Eyck que tanto éxito tuvieron en manos de Jacomart i Reixach en la pintura valenciana del siglo XV. En cambio, en los modelos de los ángeles músicos que aparecen en primer término, a ambos lados de la Virgen, se ha querido ver la influencia de Francisco Ribalta, que residió en la ciudad de Valencia desde 1599 y con quien Sariñena mantuvo alguna relación. Esta coincidencia permite situar la obra en la producción de Sariñena en los primeros años del siglo XVII. Aquí, a diferencia de las obras más tempranas del pintor, la pincelada se hace suelta y deshecha, al modo veneciano, desvaneciendo colores y contornos bajo el efecto del resplandor de los nimbos del fondo.

### Aproximación al significado
El tipo iconográfico de la Virgen en estado de buena esperanza es poco frecuente. La pintura representa a María con el vientre ligeramente abultado, donde aparece un sol como símbolo de la luz de la esperanza. Sariñena también la representa con largos cabellos rubios sobre los hombros, una diadema con una joya sobre su frente y un bordado de perlas en el manto. Detrás tiene a un conjunto de ángeles cantores y dos músicos con instrumentos barrocos, un laúd y una viola de gamba, que le acompañan en su lectura.